# 安原舜一
安原 舜一（やすはら しゅんいち、1887年（明治20年）1月 - 没年不詳）は、日本の内務官僚。産業設備営団参事。

## 経歴
岡山県出身。1915年（大正4年）、東京帝国大学法科大学独法科を卒業し、高等文官試験に合格した。広島県警視、同理事官、大阪府理事官、鳥取県書記官・警察部長、香川県書記官・警察部長、高知県書記官・学務部長、埼玉県書記官・学務部長、愛媛県書記官・警察部長、長崎県書記官・警察部長、兵庫県書記官・学務部長、東京府書記官・学務部長、栃木県書記官・内務部長、新潟県書記官・総務部長を歴任し、1937年（昭和12年）に退官した。
その後、熊本市助役や産業設備営団参事を務めた。